# Шебекінський район
Шебекінський район (рос. Шебекинский район) — адміністративна одиниця Росії, Бєлгородська область. До складу району входять одне місто і 14 сільських поселень.
Адміністративний центр — місто Шебекіно.

## Географія
Район межує: на півночі — з Корочанським, на сході — Новооскольським, Волоконовським, на заході — Бєлгородським районами області, на півдні — з Україною. Річки: Сіверський Донець, Яр Марний, Нежеголь, Заморний Яр, Вільховий Яр.

## Історія
Район утворено 30 липня 1928 року у складі Бєлгородського округу Центрально-Чорноземної області. 13 червня 1934 року після поділу Центрально-Чорноземної області Шебекінський район увійшов до складу Курської області.
6 січня 1954 року Шебекінський район увійшов до складу новоствореної Бєлгородської області. В 1963 році до складу району увійшла територія скасованого Великотроїцького району.

## Адміністративний поділ
- Міське поселення місто Шебекіно
- Білоколодезянське сільське поселення
- Бєлянське сільське поселення
- Бершаковське сільське поселення
- Великогородищенське сільське поселення
- Великотроїцьке сільське поселення
- Вознесеновське сільське поселення
- Графовське сільське поселення
- Купинське сільське поселення
- Максимовське сільське поселення
- Масловопристанське сільське поселення
- Муромське сільське поселення
- Новотаволжанське сільське поселення
- Першецепляевське сільське поселення
- Чураєвське сільське поселення